# Friedrich Rosen
Friedrich Rosen o Fritz Rosen[cita requerida] (30 de agosto de 1856, Leipzig - China, Beijing, 26 de noviembre de 1935) fue un orientalista, diplomático y político alemán de origen judío. Del 23 de mayo al 22 de octubre de 1921 fue Ministro de Asuntos Exteriores de Alemania.

## Biografía

### Orígenes
El abuelo de Friedrich Rosen, Friedrich Ballhorn-Rosen, fue un judío, canciller del Principado de Lippe; su padre, Georg Rosen, orientalista, publicó escritos sobre el islam. Sin embargo, Georg Rosen decidió ingresar al servicio diplomático de Prusia. Estuvo activo como cónsul en Oriente Medio y los Balcanes. La madre de Friedrich, Serena Anna, hija de Ignaz Moscheles, provenía de una familia académica británica de fe judía, que se había convertido al cristianismo.

### Primeros años
En este ambiente cosmopolita, Friedrich Rosen nació en 1856 en Leipzig. Sin embargo, creció en Jerusalén, donde su padre era cónsul. Friedrich Rosen disfrutó de una educación en cuatro idiomas (alemán, inglés, árabe y turco). Temprano decidió estudiar lenguas modernas y orientales, que lo llevaron a Berlín, Leipzig, Gotinga y París. Después de graduarse, trabajó durante varios meses en Londres como tutor para los niños de Frederick Temple Hamilton-Temple-Blackwood, el virrey de la India . 
Mantuvo una actitud básicamente anglófila y una pasión por la cultura oriental toda su vida. Desde 1887 en adelante, enseñó persa y urdu en el Departamento de Lenguas Orientales de la Friedrich-Wilhelms-Universität en Berlín. 

### Carrera diplomática

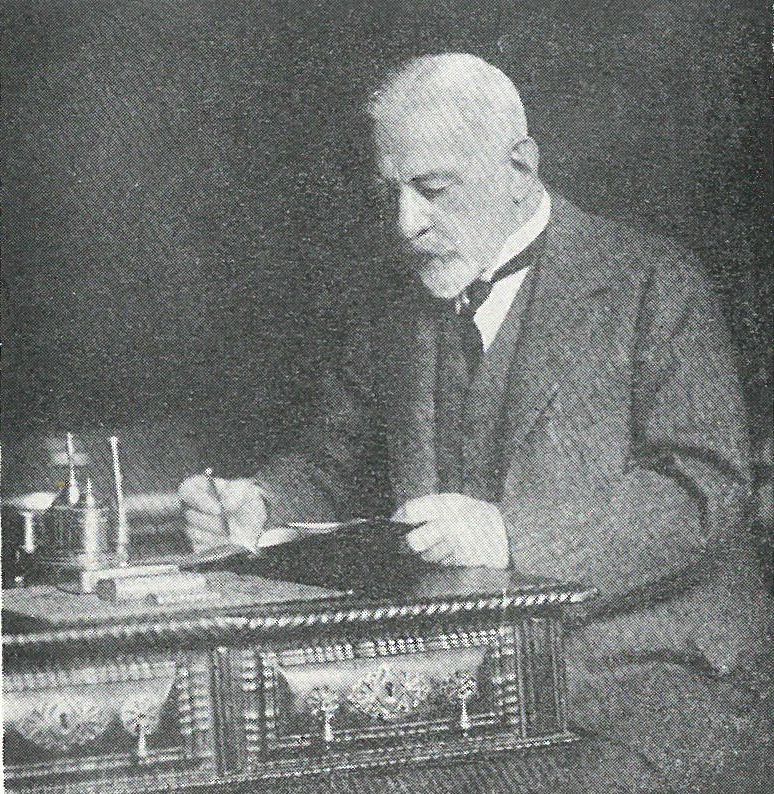
Rosen en su oficina, 1930.

Después de una disputa con el liderazgo del departamento universitario en 1890, renunció a su puesto académico y, como su padre antes que él, ingresó a una carrera en el Ministerio de Asuntos Exteriores. Fue empleado como representante en Beirut y Teherán, hasta 1898 cuando fue puesto a cargo de establecer un consulado en Bagdad. 
El trabajo diplomático en el Medio Oriente era compatible con los intereses orientalistas de Rosen. Hablaba árabe y persa, y obtuvo un conocimiento íntimo de la cultura persa. En 1890, publicó una gramática persa moderna, con Nāsir al-Din Shāh, el Shah de Irán, como coautor; partes del diario de este último fueron empleadas como textos. En 1899, acompañó a la arqueóloga Gertrude Bell en su visita a Jerusalén.
Después de su viaje a Palestina, el Kaiser Guillermo II nombró a Rosen como cónsul en Jerusalén. Solo dos años después, en 1900, fue nombrado miembro del Departamento Político de Asuntos Exteriores. Rosen fue considerado como un experto en el mundo árabe. Además, al igual que su amigo Wilhelm Solf, mantenía puntos de vista liberales, y al mismo tiempo apoyaba a la monarquía y era anglófilo, por lo que era considerado como la persona adecuada para lograr un entendimiento con Gran Bretaña. 
De 1904 a 1905, Friedrich Rosen representó los intereses del Imperio alemán en Etiopía, en lo que después de él se llamó Rosengesandtschaft ("la Embajada de Rosen"). Etiopía apenas tuvo tan buenas relaciones con ninguna otra potencia importante como con Alemania. Al regresar a Europa, Rosen fue nombrado enviado en Tánger. De 1910 a 1912, Rosen fue enviado en Bucarest, y de 1912 a 1916 en Lisboa. En 1916, Alemania declaró la guerra a Portugal, pensando en un África central alemana. Rosen regresó con paso libre de regreso a su tierra natal. 
Luego, Guillermo II lo designó como enviado en La Haya, donde permaneció hasta su ascenso a una posición política alta. Todavía como enviado, ayudó a preparar y visitó al ex Kaiser Guillermo en su exilio en Huis Doorn, una visita que el público alemán notó con sentimientos encontrados. 

### Ministro de Asuntos Exteriores
En la primavera de 1921, el canciller alemán, Joseph Wirth, nombró a Rosen como Ministro de Asuntos Exteriores. Sobre el tema de las reparaciones de guerra, Wirth del Partido del Centro consideró ventajoso a un ministro de Asuntos Exteriores anglófilo y también independiente. En los cinco meses que duró el mandato de Rosen, adquirió un tratado de paz con los Estados Unidos como resultado permanente.
Rosen se retiró en protesta contra el ultimátum de Londres, en el que los poderes de la Entente combinaron demandas de altas reparaciones de Alemania con amenazas de sanciones. Consideró la política de los poderes victoriosos como una aplicación de doble rasero: por un lado, proclamarían la autodeterminación de los pueblos, pero por otro lado no mostraron respeto por el referéndum en la Alta Silesia, donde una mayoría del 60 por ciento votó a favor de retener el área como parte de Alemania. 
Así, Friedrich Rosen se retiró en octubre de 1921 del servicio civil. Siguiendo la misma política, Wirth nombró a Walther Rathenau como su sucesor, comprometido con principios similares. 

### Orientalista otra vez
Rosen se convirtió en presidente de la Sociedad Oriental Alemana, la organización paraguas de los orientalistas en Alemania, y se dedicó cada vez más al trabajo científico. En este campo, su traducción aún conocida del Rubaiyat de Omar Khayyam ha sido publicada en varias ediciones. 
Desde el ascenso al poder de Adolf Hitler, a cuya ideología se enfrentó Friedrich Rosen desde el principio, el exministro de Relaciones Exteriores fue objeto de odio antisemita debido a su ascendencia. Por lo tanto, hasta su muerte, mantuvo contacto con el Club SeSiSo de su amigo Wilhelm Solf, del cual, unos años más tarde, se desarrolló el grupo de resistencia Círculo de Solf. 
Como resultado de una fractura, Friedrich Rosen murió en 1935 durante una estadía en Beijing, donde su hijo, el Dr. Georg Rosen, trabajaba en la embajada alemana. Debido a la política racial del régimen nacionalsocialista, el joven Dr. Rosen, que enviaba informes al Ministerio de Relaciones Exteriores alemán en Berlín sobre la masacre de Nanjing, se vio obligado a retirarse del servicio diplomático en 1938.

## Biografía seleccionada
- 1890, Neupersischer Sprachführer, traducido como Gramática coloquial persa, reseña: Carl D. Buck, The American Journal of Semitic Languages and Literatures (1898). Reimpresión: Gramática coloquial persa moderna: contiene una breve gramática, diálogos y extractos de los diarios, cuentos, etc. de Nasir-Eddin Shah, y un vocabulario, de Friedrich Rosen y Nāsir al-Din Shāh, Shah de Irán. Nueva Delhi, 2000, ISBN 81-206-1378-3.
- Recuerdos orientales de un diplomático alemán. Londres: Methuen & co., 1930.
- Omar Khayyam: Vierzeiler (Rubāʿīyāt) übersetzt von Friedrich Rosen mit Miniaturen von Hossein Behzad. Berlín: Epubli, 2010. ISBN 978-3-86931-622-2 Detalles .
- Amir Theilhaber: Friedrich Rosen: Orientalist scholarship and international politics. De Gruyter Oldenbourg, Berlin 2020, ISBN 978-3-11-063925-4.